# La Lagunita, Nuevo León
La Lagunita är en ort i Mexiko.   Den ligger i kommunen Galeana och delstaten Nuevo León, i den centrala delen av landet, 600 km norr om huvudstaden Mexico City. La Lagunita ligger 2 349 meter över havet och antalet invånare är 180.
Terrängen runt La Lagunita är kuperad åt nordväst, men åt sydost är den bergig. Runt La Lagunita är det mycket glesbefolkat, med 5 invånare per kvadratkilometer. Närmaste större samhälle är San Francisco de los Blancos, 8,5 km sydost om La Lagunita. I omgivningarna runt La Lagunita växer huvudsakligen savannskog.